# 2026年冬季奥林匹克运动会泰国代表团
2026年冬季奥林匹克运动会泰国代表团是泰国所派出的第25届冬季奥林匹克运动会代表团。这是该国第六次参加冬季奥运。

## 高山滑雪
泰国迄今已有一名男子高山滑雪运动员通过基本配额认证。

## 越野滑雪
泰国迄今已有一名男子越野滑雪运动员通过基本配额认证。